# Volta a Hokkaidō
La Volta a Hokkaidō (en japonès: ツール ド 北海道) és una cursa ciclista professional per etapes que es disputa a l'illa japonesa de Hokkaidō, el mes de setembre.
Es va començar a disputar el 1987, tot i que fins a l'edició del 1999 no va començar a ser professional, primer catalogada de categoria 2.5 (última categoria del professionalisme) fins a la creació dels Circuits Continentals UCI el 2005, quan va començar a formar part de l'UCI Àsia Tour, dins de la categoria 2.2 (igualment l'última categoria del professionalisme).
Després d'un accident entre un des competidors i una cotxe durant la disputa de la primera etapa la cursa fou suspesa el 2023.

## Palmarès
En groc: edició amateur.
| Any       | Vencedor             | Segon               | Tercer                       |
| --------- | -------------------- | ------------------- | ---------------------------- |
| 1987      | Matsuyoshi Takahashi | ?                   | ?                            |
| 1988      | Kazuya Hashizume     | ?                   | ?                            |
| 1989      | Kazuo Oishi          | ?                   | ?                            |
| 1990      | Daisuke Imanaka      | ?                   | ?                            |
| 1991      | Daisuke Imanaka      | ?                   | ?                            |
| 1992      | Stephen Spratt       | ?                   | ?                            |
| 1993      | Daisuke Imanaka      | ?                   | ?                            |
| 1994      | Naoshi Ono           | ?                   | ?                            |
| 1995      | Andreas Guidotti     | Takayuki Kakigi     | Shuietsuon Tan               |
| 1996      | Eric Wohlberg        | Brian Walton        | Steve Rover                  |
| 1997      | Michele Colleoni     | Riccardo Ferrari    | Mauro Zinetti                |
| 1998      | Hideto Yukinari      | Michael McNena      | Shinichi Fukushima           |
| 1999      | Ken Hashikawa        | Yoshiyuki Abe       | Kazayuki Manabe              |
| 2000      | Eric Wohlberg        | Ken Hashikawa       | Yunichi Shibuya              |
| 2001      | David McCann         | Tomoya Kano         | Paul Griffin                 |
| 2002      | Simone Mori          | Tomoya Kano         | Kazuya Okazaki               |
| 2003      | Satoshi Hirose       | Tomoya Kano         | Mitsuteru Tanaka             |
| 2004      | Kam Po Wong          | Giuseppe Ribolzi    | Eddy Hilger                  |
| 2005      | Eddy Ratti           | Kazuya Okazaki      | Miyataka Shimizu             |
| 2006      | Taiji Nishitani      | Shinri Suzuki       | Daniel McConnell             |
| 2007      | Henri Werner         | Darren Lapthorne    | Yukiya Arashiro              |
| 2008      | Takashi Miyazawa     | Joost Van Leijen    | Emmanuel Van Ruitenbeek      |
| 2009      | Takashi Miyazawa     | Shinri Suzuki       | Kazuhiro Mori                |
| 2010      | Miyataka Shimizu     | Junya Sano          | Jong Gyun Choi               |
| 2011      | Miguel Ángel Rubiano | Gyung Gu Jang       | Simone Campagnaro            |
| 2012      | Maximiliano Richeze  | Ryota Nishizono     | Kazushige Kuboki             |
| 2013      | Thomas Lebas         | Damien Monier       | Joshua Prete                 |
| 2014      | Joshua Prete         | Alessandro Malaguti | Kouhei Uchima                |
| 2015      | Riccardo Stacchiotti | Daniele Colli       | Salvador Guardiola           |
| 2016      | Nariyuki Masuda      | Pierpaolo De Negri  | Ricardo García Ambroa        |
| 2017      | Marcos García        | Ryōta Nishizono     | José Vicente Toribio         |
| 2019      | Filippo Zaccanti     | Sam Crome           | Nur Amirul Fakhruddin Mazuki |
| 2020-2021 | suspesa              | suspesa             | suspesa                      |
| 2022      | Yusuke Kadota        | Thomas Lebas        | Shoi Matsuda                 |
| 2023      | suspesa              | suspesa             | suspesa                      |